# Serradigitus calidus
Espèce
Synonymes
- Vaejovis calidus Soleglad, 1974

Serradigitus calidus est une espèce de scorpions de la famille des Vaejovidae.

## Distribution
Cette espèce est endémique du Coahuila au Mexique. Elle se rencontre vers Cuatro Ciénegas.

## Description
La femelle holotype mesure 20,75 mm et le mâle paratype 16,3 mm.

## Systématique et taxinomie
Cette espèce a été décrite sous le protonyme Vaejovis calidus par Soleglad en 1974. Elle est placée dans le genre Serradigitus par Williams et Berke en 1986.

## Publication originale
- Soleglad, 1974 : « Vejovis calidus, a new species of scorpion from Coahuila, Mexico (Scorpionida: Vejovidae). » Entomological News, vol. 85, no 4, p. 108-115 (texte intégral).